# 외계어 (통신언어)
외계어(外界語)는 통신언어의 일종으로 컴퓨터 문서상에서 쓰이는 한국어의 변칙적인 표기를 통칭하는 용어이다. 2000년대 초 정보화의 발달과 PC통신과 인터넷의 보급화로 통신언어가 발달하였고, 통신언어의 한글 변용 정도가 심하여 의사소통의 어려움이 있는 경우를 외계인들이 쓰는 언어에 빗대어 외계어라 한다. 주로 청소년 층에서 자주 쓰였으며, 일본의 갸루 문자와 비슷하다.

## 개요
통신언어의 일종인 외계어는 일반적으로 다음과 같은 특징을 가지고 있다.
- 자모나 글자의 일부분이 닮은 모양의 다른 특수문자나 기호로 치환되는 것.('야민정음'도 이것을 이용한다.)
  - 예: 말하지 않아도 → 말おŀズı 않Øŀ도
- 맞춤법을 무시하고, 발음을 왜곡하는 것.
  - 예: 나름대로 → 날뤔뒈뤀

보통, 어미에서 -ㅗ와 -ㅛ가 -ㅓ와 -ㅕ로 변화되는 등의 통신체와 병행해서 쓰인다.
이모티콘과 닿소리만으로 이루어진 표현(예: ㅇㅋ, ㅋㅋㅋ, ㄴㄴ 등)과 인터넷에서 쓰이는 유행어(예: 즐) 등의 표현을 통신에서 쓰는 사람은 위의 것만을 외계어로 여긴다. 하지만 유행어와 닿소리 표현, 이모티콘까지 통틀어서 외계어로 보는 시각도 있다.
외계어를 일부에서는 ‘언어 파괴’라고 비판하지만 이를 과민 반응이라고 생각하는 시각도 있다. 청소년층 안에서도 외계어를 비판하는 사람이 있지만, 비판하는 대상인 ‘외계어’의 범주의 차이는 다양하다. 외계어는 2000년대 초반에 주로 사용되었지만 최근에는 그리 많이 사용되지 않기 때문에 인터넷상에서 외계어에 대한 논의도 많이 줄어들었다.
한편 미술가나 글꼴 디자이너들도 한글이 아닌 문자로 한글을 표현하는 실험을 한다.

## 같이 보기
- 통신체
- 야민정음
- 갸루 문자
- 유사한 표기법
  - 리트
  - 볼라퓌크 인코딩
- 대한민국의 인터넷 신조어 목록